# Klara (drama)
Klara je drama Josipa Stritarja, ki jo je napisal leta 1880.

## Osebe
- Sidonija Zlatoroka, baronija
- Artur, njen sin
- Klara, učiteljica
- Emil
- Strežaj

## Vsebina

### 1. dejanje
Klara je prišla na grad zastonj, njeni učenki je baronica odpeljala na sprehod. Ko čaka, ji strežaj zaupa, da bo odpovedal službo. Vse je od sile gosposko, toda to je jara gospoda, še ni dolgo, ko je zdajšnji baron stare hlače po mestu kupoval, žena pa pitane gosi prodajala. Zdaj pa taka noblesa in napuh, posebno baronica, ki se nosi kakor pav – prav pravijo: ko berač na konja pride, sam vrag ga ne dojde! In otroci, zlasti gospodič Artur! Temu gredo le psi, konji in ženske po glavi, denar razsiplje z obema rokama. A vsa ta noblesa po česnu smrdi, moralo bi biti prepovedano, da kristjan služi Judu … Klara ugovarja, češ da je Jud tudi človek, po tihem pa misli podobno kot strežaj, čeprav ji vest to očita.

### 2. dejanje
Pride Artur, po svoji navadi začne z laskanjem, a Klara ga hitro postavi na hladno; ostro pove, da njega in njemu podobne sovraži, kajti svojega preobilja niso zaslužili z lastnim delom, razkazujejo ga pred nesrečnimi množicami, ki se pehajo za golo preživetje – v čem so one slabše od njih? Artur se strinja: svet je krivičen, pravice ni ne v zgodovini ne v naravi, pravico ima, kdor je močnejši; in »posidentes« so pač močnejši. Klara na to pripomni, da se lahko ta misel obrne zoper »posidentes«: prišel bo dan, ko bodo siromaki dobili moč v svoje roke, eni dol, drugi gor, na njihovi strani je večina in v slogi je moč, ki bo premagala policijo in državo; ona bo storila, kar bo mogla, da čim prej prišel dan rešenja! Artur odgovori s posmehom: menda ja ne prej, preden se oni ne naživijo? Potem naj bo, kar bo, bodo pač premagani, Klara pa bo kot devica orleanska vodila črno vojsko na sodni dan … Medtem se vrne baronica, rada bi klepetala o družbenih ničevostih, a Klara se odrezavo poslovi: ona mora svoje znanje prodajati od hiše do hiše, njen čas je drag!

### 3. dejanje
Pri branju knjige je Klara hudo kritična: zakaj se pesniki predajajo fantaziji in plavajo v oblakih, ko jih vendar obdaja trda realnost ljudi, katerih življenje je en sam nepretrgan delavnik, poln trpljenja in bolečin? To naj bi prodajali, pa ne bi bili le »zaradi lepšega« na svetu! Prihiti Emil z veselo novico: končno je dočakal imenovanje za učitelja matematike, od srca bi se rad zahvalil Klari, ker mu je večkrat pomagala s posojilom, skrbela zanj, bila njegova tolažnica in rešiteljica! Ker ve, da Klara ne mara velikih besed, jo previdno in po precejšnjih ovinkih zasnubi: ne gre za strastno ljubezen iz romanov, te v navadnem človeškem življenju tudi treba ni. Imata pa toliko skupnega, da je upravičeno upati, da ga ima Klara lahko rada, kolikor je potrebno za pošten, prozaičen zakon, ni res? Klara pristane, saj se je že davno prepričala, da je Emil pošten in soliden človek.